# Mmm Papi
»Mmm Papi« je pesem ameriške glasbenice Britney Spears. Pesem sta napisali Britney Spears in Nicole Morier, dodatno pisanje pa so opravili člani kanadske glasbene skupine Let's Go to War, Henry Walter, Adrien Gough in Peter-John Kerr, izšla pa je preko šestega glasbenega albuma Britney Spears, Circus (2008). Latino pop pesem govori o ženski, ki jo privlači nek moški in si želi, da bi stopil do nje ter jo odpeljal stran.
Pesem »Mmm Papi« je s strani glasbenih kritikov prejela v glavnem negativne ocene. Veliko jih je napisalo, da pesem prikazuje težave Britney Spears z moškimi, drugi pa so napisali, da z besedilom namiguje na svoje težave z očetom. Primerjali so jo s pesmijo Rosemary Clooney, »Come On-a My House« (1951) in z Madonnino pesmijo »La Isla Bonita« (1987). Kljub temu, da ni izšla kot singl, je pesem »Mmm Papi« zasedla štiriindevetdeseto mesto na lestvici Billboard Pop 100.

## Ozadje
Pesem »Mmm Papi« sta napisali Britney Spears in Nicole Morier čez pomlad in poletje leta 2008, dodatno pisanje pa so opravili člani kanadske glasbene skupine Let's Go to War, katere člani so Henry Walter, Adrien Gough in Peter-John Kerr. V intervjuju z revijo The Canadian Press je Henry Walter razkril, da so na začetku za šesti glasbeni album Britney Spears, Circus (2008),založbi Jive Records poslali več svojih demo posnetkov. Po selekciji pesmi je menedžer Britney Spears zahteval nekaj sprememb pri mnogih pesmih, zaradi česar je pesem »Mmm Papi« »precej drugačna od tistega, kar smo poslali.« Henry Walter je razkril, da z založbo niso sklenili nikakršne pogodbe, pesem »Mmm Papi« pa je opisal kot »nekaj drugačnega za Britney« in »zabavno pesem, v kateri se ne trudi biti nekaj, kar ni.« Britney Spears je svoje vokale za pesem posnela leta 2008 v studijih Train Tracks in Conway v Los Angelesu, Kalifornija, skupaj s Henryjem Walterjem in Ericom Eylandsom. Kitaro je na pesmi zaigral Chris Worthy, remix zanjo pa je kasneje posnel Tony Maserati.

## Sestava
Pesem »Mmm Papi« je latino pop pesem, ki traja tri minute in dvaindvajset sekund. Vključuje elemente dance glasbe in elemente, značilne za pesmi iz šestdesetih, velik poudarek pa je na ploskanju in rock kitarah. Anna Dimond iz revije TV Guide je pesem primerjala z Madonnino pesmijo »La Isla Bonita« (1987). Nekateri so menili, da besedilo govori o njenem očetu, Jamieju Spearsu, drugi pa o njenem fantu, paparazzu Adnanu Ghalibu. Kakorkoli že, Nicole Morier je to kasneje zanikala, saj »pesem definitivno ne govori o Adnanu in vso prejšnjo pomlad in poletje, ko sem delala z [Britney Spears], tega fanta nisem nikoli videla.« Nicole Morier je pesem »Mmm Papi« opisala kot zabavno pesem s hitrim ritmom, naslov pa »sva si izmislili ob [kitici] Mmm Papa Luv U«.

## Sprejem
Pesem »Mmm Papi« je prejela v glavnem negativne ocene s strani glasbenih kritikov. Alexis Petridis iz revije The Guardian je napisala, da je pesem zabavna, vendar je po njenem mnenju ne bi smeli izdati na albumu Circus, saj »prikliče spomin na Lolitino podobo, ki jo je ustvarila s pesmijo '...Baby One More Time'«. Chris Willman iz revije Entertainment Weekly je napisal, da pesem »prikaže dekliški glas [Britney Spears] v rock glasbi šestdesetih z velikim poudarkom na kitarah.« John Murphy s spletne strani musicOMH je napisal, da je »vse navedeno [pri pesmi 'Mmm Papi'] razložilo njene težave z moškimi,« Caryn Ganz iz revije Rolling Stone pa je napisala, da pevka »prikaže svojo psihodramo« in da pesem govori o »njenih težavah z očetom«. Eric Henderson iz revije Slant je napisal, da je »osupljiva pesem 'Mmm Papi' prikazala, kako zelo si Britney Spears želi ponovno uspeti«. Chris Richards iz revije The Washington Post je napisal, da pesem »poskuša biti podobna pesmi 'Toxic', vendar je to zagotovo najbolj nadležna pesem v njeni pevski karieri«, Ann Powers iz revije Los Angeles Times pa je pesem primerjala s pesmijo »Come On-a My House« (1951) Rosemary Clooney. Ann Powers je napisala, da je Britney Spears v pesmi uporabila »pravljično enkraten latino naglas«.
Jim DeRogatis iz revije Chicago Sun-Times je pesem »Mmm Papi« opisal kot »najbolj motečo [pesem] z [albuma Circus]«. Cameron Adams iz revije Herald Sun je pesem »Mmm Papi« opisal kot »poskus oponašanja Gwen Stefani, ki pa ne deluje.« Ben Rayner iz revije Toronto Star je pesem označil za »grozljivo«, in, skupaj s pesmijo »My Baby«, za »grozno otroško vreščanje«. Poppy Cosyns z revije The Sun je pesem kritizirala zaradi besedila, saj naj bi »bizarno besedilo govorilo o ljubezni in sovraštvu [Britney Spears] do njenega očeta.« Pete Paphides iz revije The Times je napisal, da pesem »Mmm Papi« »ne bi mogla biti manj privlačna, pa četudi bi z njo pela Christine Hamilton«, novinar revije The Independent pa je napisal, da pesem Britney Spears »zopet pokaže kot bivšo članico Kluba Miki Miške in robotsko lutko, hkrati pa izpade tudi kot bodoči seks simbol.« Darryl Sterdan iz revije Jam! je pesmi »Mmm Papi« dodelil pozitivno oceno, saj se je »med dobrim zvokom, enkratnimi kitarami, surferskemi kiticami in neumnimi vokali skrivala dobra pesem. Čista zabava.« Čeprav pesem »Mmm Papi« ni izšla kot singl, je 10. decembra 2008 zasedla štiriindevetdeseto mesto na lestvici Billboard Pop 100.

## Studiji in ostali ustvarjalci
Studiji
- Posneto v studiu Train Tracks v Los Angelesu, Kalifornija.
- Dodatno snemanje v snemalnem studiu Conway v Los Angelesu, Kalifornija.
- Remix posnet preko podjetja Two Chord Music, Inc. v studijih Canaan Road in Looking Glass v New York Cityju, New York.

Ostali ustvarjalci
| - Britney Spears — glavni vokali, spremljevalni vokali, tekstopiska - Nicole Morier — spremljevalni vokali, producentka, tekstopiska - Henry Walter — tekstopisec, producent, snemanje vokalov, programiranje - Adrien Gough — tekstopisec, producent, programiranje | - Peter-John Kerr — tekstopisec, producent, programiranje - Eric Eylands — snemanje vokalov - Chris Worthy — kitara - Tony Maserati — mešanje |

Vir: